# Compagnie Cecilia
Compagnie Cecilia is een 'theatergemeenschap' uit Gent die in 2004 werd opgericht door Arne Sierens, Johan Heldenbergh en Marijke Pinoy als opvolger van DAStheater. Verschillende artiesten werken er aan breed toegankelijke, spelersgedreven en verhalende theaterstukken. Thuisbasis is De Expeditie, een cultuurbedrijvencentrum aan de oude dokken waar Compagnie Cecilia eigen voorstellingen maakt en presenteert, en gastvoorstellingen programmeert. 
Chronologisch overzicht van de producties van Compagnie Cecilia:
| Jaar | Titel                                                          | Maker(s)                                                                                            |
| ---- | -------------------------------------------------------------- | --------------------------------------------------------------------------------------------------- |
| 2006 | Trouwfeesten en processen enzovoorts                           | Arne Sierens                                                                                        |
| 2007 | Soeur Sourire                                                  | Marijke Pinoy                                                                                       |
| 2008 | Broeders van liefde                                            | Arne Sierens en Chokri Ben Chikha                                                                   |
| 2008 | Altijd prijs                                                   | Arne Sierens                                                                                        |
| 2009 | The Broken Circle Breakdown featuring The Cover-Ups of Alabama | Johan Heldenbergh en Mieke Dobbels                                                                  |
| 2009 | Apenverdriet                                                   | Arne Sierens                                                                                        |
| 2010 | Schöne Blumen                                                  | Arne Sierens                                                                                        |
| 2011 | Vorst/Forest                                                   | Johan Heldenbergh en Titus De Voogdt                                                                |
| 2011 | De pijnders                                                    | Arne Sierens                                                                                        |
| 2012 | Lacrima                                                        | Arne Sierens                                                                                        |
| 2013 | Gloria (in den hoge)                                           | Arne Sierens                                                                                        |
| 2013 | Giovanni                                                       | Johan Heldenbergh                                                                                   |
| 2014 | Angelena                                                       | Mieke Dobbels                                                                                       |
| 2014 | Ensor                                                          | Arne Sierens                                                                                        |
| 2015 | De soldaat-facteur en Rachel                                   | Arne Sierens; remake door Sebastien Dewaele en Ilse de Koe                                          |
| 2015 | Poepsimpel                                                     | Arne Sierens                                                                                        |
| 2016 | Chet                                                           | Tom Vermeir en Koen De Sutter                                                                       |
| 2016 | Cabane                                                         | Joris Hessels, Titus De Voogdt en Robrecht Vanden Thoren                                            |
| 2017 | Zingarate                                                      | Arne Sierens                                                                                        |
| 2018 | Heilig Hart                                                    | Arne Sierens                                                                                        |
| 2018 | Marinus                                                        | Sebastien Dewaele en Peter Bultink                                                                  |
| 2018 | De broers Geboers                                              | Arne Sierens (eigen remake)                                                                         |
| 2019 | Glory Box                                                      | Mira Bryssinck                                                                                      |
| 2019 | Frontaal                                                       | Jan Sobrie                                                                                          |
| 2019 | Locke                                                          | Yahya terryn                                                                                        |
| 2021 | Our(s)sonate                                                   | Marijke Pinoy                                                                                       |
| 2021 | Geen kersentuin                                                | Peter De Graef                                                                                      |
| 2021 | Een Lola                                                       | Yahya terryn                                                                                        |
| 2022 | De jager-verzamelaar                                           | Titus De Voogdt, Jean-Yves Evrard en Greet Jacobs                                                   |
| 2022 | Once upon a time in de Westhoek                                | Sebastien Dewaele, Wouter Bruneel en Wouter Deprez                                                  |
| 2022 | Monstera                                                       | Peter Monsaert, Robrecht Vanden Thoren, Tom Ternest, Joke Emmers, Arend Peeters en Colette Goossens |
| 2023 | Bagger                                                         | Tom Vermeir, Patricia Kargbo en Yahya terryn                                                        |
| 2024 | Genesis, in coproductie met Abattoir Fermé                     | Stef Lernous                                                                                        |
| 2024 | Parkplatz                                                      | Titus De Voogdt, Robrecht Vanden Thoren en Johan Heldenbergh                                        |
| 2025 | De puinstraat                                                  | Yahya terryn, Marijke Pinoy en Ali Can Ünal                                                         |